# Psilomerus
Psilomerus is een kevergeslacht uit de familie van de boktorren (Cerambycidae). De wetenschappelijke naam van het geslacht werd voor het eerst geldig gepubliceerd in 1863 door Chevrolat.

## Soorten
Psilomerus omvat de volgende soorten:
- Psilomerus albifrons Aurivillius, 1924
- Psilomerus angustus Chevrolat, 1863
- Psilomerus apicalis Aurivillius, 1924
- Psilomerus bimaculatus Gahan, 1906
- Psilomerus brachialis Chevrolat, 1863
- Psilomerus brevicorpus Holzschuh, 1992
- Psilomerus danieli Dauber, 2010
- Psilomerus divisus Holzschuh, 1993
- Psilomerus flavopictus Holzschuh, 1991
- Psilomerus fortepunctatus Gressitt & Rondon, 1970
- Psilomerus gracilis Gahan, 1906
- Psilomerus hampsoni Gahan, 1906
- Psilomerus horaki Holzschuh, 1992
- Psilomerus kishimotoi Hayashi, 1975
- Psilomerus lachrymosus (Pascoe, 1869)
- Psilomerus laosensis Gressitt & Rondon, 1970
- Psilomerus lumawigi Hüdepohl, 1992
- Psilomerus procerus Holzschuh, 1992
- Psilomerus rubricollis Dauber, 2006
- Psilomerus rufescens Dauber, 2006
- Psilomerus rufulus Holzschuh, 2003
- Psilomerus sarawakensis Dauber, 2010
- Psilomerus simplex Aurivillius, 1924
- Psilomerus suturalis Gressitt & Rondon, 1970
- Psilomerus torulus Holzschuh, 1993